# 假薄荷
假薄荷，也称亚洲薄荷（学名：Mentha asiatica），为薄荷属下的一种多年生草本植物，带有薄荷型香味。